# 碁泥
『碁泥』（ごどろ）は、落語の演目。上方では『碁打盗人』（ごうちぬすと）と呼ぶ。現在は主に東京で演じられる。
3代目柳家小さんが、大阪の4代目桂文吾に教わり、東京に移した。
囲碁に熱中する二人の男のところに、これまた囲碁好きな泥棒がやってきて、二人の会話に加わるという内容。『笠碁』とならぶ碁をテーマにした落語の演目である。5代目柳家小さん、6代目春風亭柳橋が得意とした。

## あらすじ
しばしば囲碁を楽しんでいる二人の男。ある日、いつものように碁を打とうとひとりがもうひとりの家を訪ねるが、もうわが家では囲碁を打つことはできないと言われてしまう。二人が碁を打ちながらやたらと煙草を吸い、畳にいくつも焼け焦げを作ってしまうので、火事を出すことを恐れた妻に囲碁はやめてくれと言い渡されてしまったのだ。
どうしても碁が打ちたい二人は、煙草は別室で吸おうと約束して碁を始めるが、碁に夢中になるとさっきの約束も忘れ、妻に「煙草を持ってこい」と命ずる。妻は煙草の代わりに紅生姜を煙草盆に入れて持っていかせるが、二人はそれにも気づかず碁に熱中している。そんな二人を置いて妻は女中と湯屋にでかける。
そこへ一人の泥棒が入っていくるがこの泥棒も碁が大好き。盗んだものを風呂敷に包んで家を出ようとするが、碁石を打つ音にひかれてふたりに近づき、しばらくながめているうちについつい我慢できなくなって助言をし始めてしまう。ふたりは見知らぬ男が大きな荷物を背負って立っていることに気づくが、口出しをしないでくれと言いながら依然として碁に夢中。「大きな荷物だなっといくか」とパチリ。「じゃわたくしも、大きな荷物だなっと」とパチリ。「お前さんは誰だいっといくか」とパチリ。相手も「じゃあわたくしも、お前は誰だいっと！」パチリ。そこで泥棒が「へへ。泥棒です」と言うと「泥棒さんか」とパチリ。「よくいらしゃったねえ」とパチリ。

## バリエーション
演者のうち、柳橋は「よくいらっしゃたねえ。」のあと、「お景気はいかがです。」「おかげでこんなに御宅からいただきました。」「それはよいことをしましたな。…これからちょいちょいいらっしゃい。」というサゲ（落ち）を用いていた。